# Вектор Стокса
Ве́ктор Сто́кса — вектор-стовпчик складений з чотирьох параметрів Стокса, що описують стан поляризації світла.
Параметри Стокса було введено 1852 року Джорджем Габріелем Стоксом як математично зручну альтернативу до опису стану поляризації частково поляризованого світла в термінах повної інтенсивності S, ступеня поляризації p та параметрів еліпса поляризації — азимута та еліптичності.

## Означення
{\displaystyle \mathbf {S} ={\begin{bmatrix}S_{0}\\S_{1}\\S_{2}\\S_{3}\\\end{bmatrix}}}
{\displaystyle S_{0}=I}
{\displaystyle S_{1}=pI\cos \,2\psi \cos \,2\chi }
{\displaystyle S_{2}=pI\sin \,2\psi \cos \,2\chi }
{\displaystyle S_{3}=pI\sin \,2\chi }

Сфера Пуанкаре

Параметри Стокса не є незалежними й завжди є нерівність:
{\textstyle S_{0}\geq {\sqrt {S_{1}^{2}+S_{2}^{2}+S_{3}^{2}}}.}
Параметр {\displaystyle S_{0}} визначає інтенсивність світла у той час, як решта параметрів відповідають за опис стану поляризації електромагнітної хвилі.
Ступінь поляризації визначається наступним чином:
{\displaystyle p={\frac {\sqrt {S_{1}^{2}+S_{2}^{2}+S_{3}^{2}}}{S_{0}}}}
Зручним наочним представленням стану поляризації світла за допомогою параметрів Стокса є сфера Пуанкаре.

## Приклади
Нижче наведено приклади векторів Стокса для різних станів поляризації
| {\displaystyle {\begin{pmatrix}1\\1\\0\\0\end{pmatrix}}}  | Лінійна поляризація(горизонтальна)     |
| {\displaystyle {\begin{pmatrix}1\\-1\\0\\0\end{pmatrix}}} | Лінійна поляризація(вертикальна)       |
| {\displaystyle {\begin{pmatrix}1\\0\\1\\0\end{pmatrix}}}  | Лінійна поляризація (+45°)             |
| {\displaystyle {\begin{pmatrix}1\\0\\-1\\0\end{pmatrix}}} | Лінійна поляризація (-45°)             |
| {\displaystyle {\begin{pmatrix}1\\0\\0\\-1\end{pmatrix}}} | Лівоциркулярна                         |
| {\displaystyle {\begin{pmatrix}1\\0\\0\\1\end{pmatrix}}}  | Правоциркулярна                        |
| {\displaystyle {\begin{pmatrix}1\\0\\0\\0\end{pmatrix}}}  | Повністю неполяризоване випромінювання |